# Christophorus-Kirche (Ottersberg)

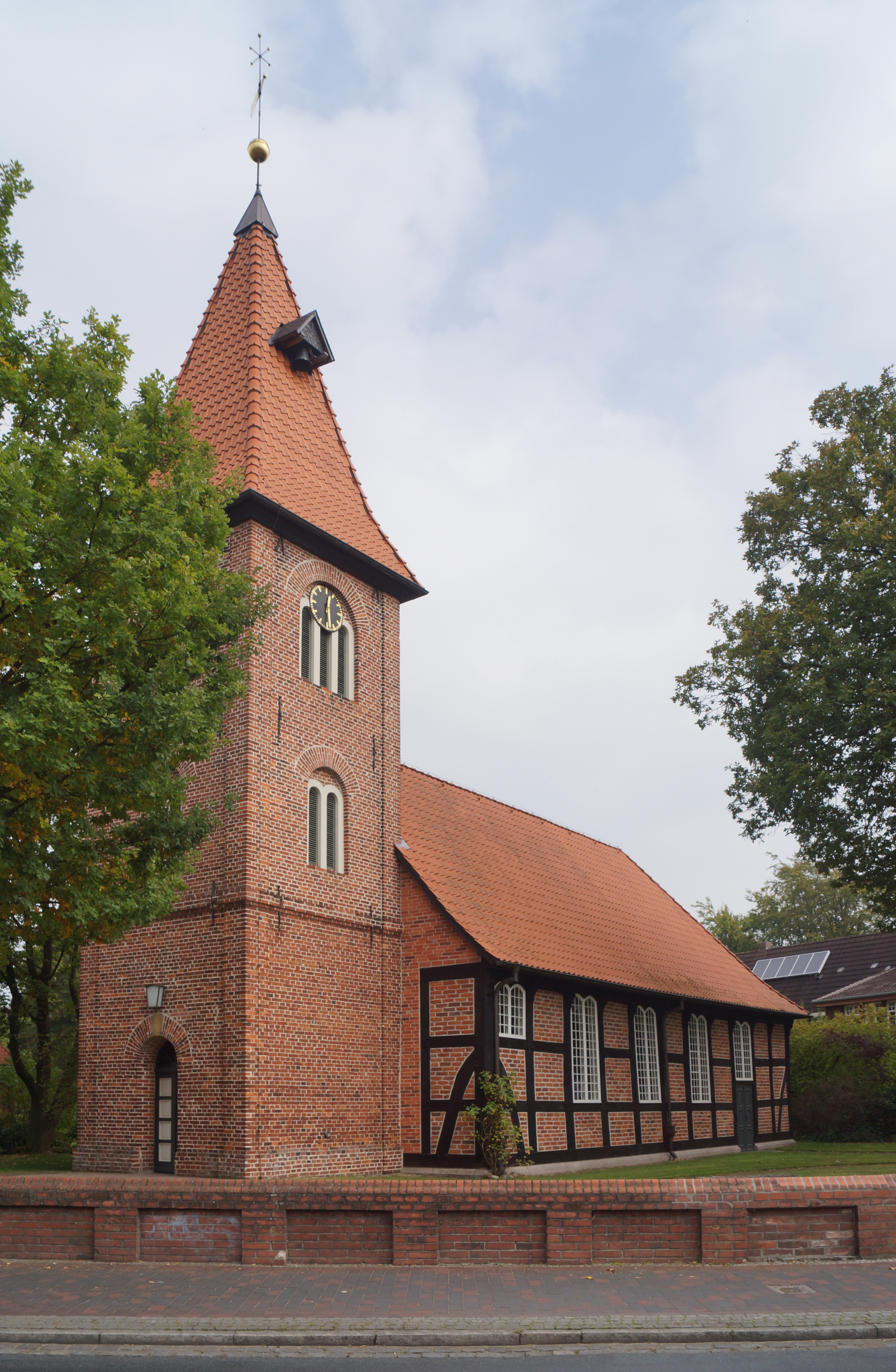
Christophorus-Kirche

Die evangelisch-lutherische Christophorus-Kirche steht in Ottersberg, einem Ort im Landkreis Verden von Niedersachsen. Die Kirchengemeinde gehört zum Kirchenkreis Verden im Sprengel Stade der Evangelisch-lutherischen Landeskirche Hannovers.

## Beschreibung
Bereits zu Beginn des 13. Jahrhunderts wurde an dem Platz, auf dem die heutige Kirche steht, eine Holzkirche gebaut. Sie wurde im Dreißigjährigen Krieg zerstört. 1667/1668 wurde ein Kirchenschiff aus Holzfachwerk errichtet, das mit Backsteinen ausgefacht wurde. Der freistehende Glockenturm war aus Holz. Im Innenraum der Kirche, links oberhalb des Altars, steht eine Inschrift über die erste Restaurierung im Jahr 1721. Während des Siebenjährigen Krieges wurde die Kirche nicht mehr für Gottesdienste genutzt. Das Außenmauerwerk der Fachwerkkirche wurde 1829 verputzt; der Putz wurde 1948 wieder entfernt. 1842 wurde ein Glockenturm aus Backsteinen an das Kirchenschiff angebaut. In ihm hing die Kirchenglocke aus dem Vorgängerbau, die 1806 gegossen wurde. Zwei weitere Glocken kamen 1962 hinzu.
Zur Kirchenausstattung gehört ein Altarretabel von 1668, das mit Knorpelwerk verziert ist. Auf ihm stehen Statuetten, die von Pilastern in Form von Hermen gerahmt sind. Die Kanzel hat ähnliche Ornamente. Ihre Brüstung hat Reliefs, auf denen die  vier Evangelisten dargestellt sind. Auf der in der zweiten Hälfte des 18. Jahrhunderts gebauten Empore steht eine Orgel, die 1972 von den Gebrüdern Hillebrand errichtet wurde.